# Nicole Atieno
Nicole Atieno, eigentlich Nicole Horrion (* 1997 in Kisumu, Kenia) ist ein deutsches Model.

## Leben
In der kenianischen Hafenstadt Kisumu geboren, verließ Atieno im Alter von elf Jahren die Familie ihres Vaters in Kenia und zog zu ihrer Mutter Matilda und ihrem späteren Adoptivvater Ulrich Horrion nach Dresden. Bevor ihre Mutter eine Einstellung als Rechtsanwaltsgehilfin in Sachsen fand und dort heiratete, hat sie selbst nebenbei als Model gearbeitet. Als modebegeisterte Jugendliche fand Atieno eigeninitiativ die kleine Model-Agentur SMC Model Management in Wiesbaden. Heute wird sie außerdem von Wilhelmina Models in New York und London vertreten sowie von der Pariser Agentur Supreme Management und Women Milan in Mailand. Atieno gilt laut ZEITMagazin als „eines der gefragtesten neuen Models dieser Tage“.